# 敦煌 (电影)
《敦煌》是1988年日本电影，由佐藤純彌导演，佐藤浩市、西田敏行、渡瀬恒彦、柄本明、田村高廣、中川安奈、三田佳子主演，电影根据井上靖的小說《敦煌》改编，于中国取景拍摄。

## 剧情简介
北宋时，主人公赵行德来到首都开封参加殿试。行德面对“西夏对策”的问题，但如今的西夏不是单纯的边境问题，行德未能回答导致考试失败，而下次的科举是3年后……
行德带着失望感，意想不到地被西夏的佣兵朱王礼拣到，并成为汉人部队的书记。
就这样岁月流逝。不久，行德的才能被众人承认，同时遇见了流落的甘州回鹘王女，与她产生了感情。在他两年间留学学习西夏文字时，将王女托付了朱王礼。
但留学时间延长了，当行德终于回到了西夏时，王女已经被西夏皇帝李元昊抢走，并安排了出嫁的日子。婚礼上，王女行刺李元昊造反，被李元昊识破而失败，王女直接从城墙投下自杀。
敦煌城陷落，朱王礼对李元昊发动造反直至战死。行德决定从战乱中保护敦煌的文化遗产……

## 获奖
日本電影學院獎（1989年）
- 最優秀作品賞
- 最優秀監督賞 - 佐藤純彌
- 最優秀主演男優賞 - 西田敏行
- 最優秀撮影賞 - 椎塚彰
- 最優秀照明賞 - 梅谷茂
- 最優秀美術賞 - 徳田博・寇鴻烈
- 最優秀録音賞 - 橋本泰夫・橋本文雄

第90回电影旬报奖（1989年）
- 新人女優賞 - 中川安奈

## 演员表
- 佐藤浩市 饰 趙行德
- 西田敏行 饰 朱王礼
- 渡瀬恒彦 饰 李元昊
- 柄本明 饰 呂志敏
- 田村高廣 饰 曹延惠
- 新藤荣作 饰 段茂貞
- 中川安奈 饰 甘州回鹘王女
- 三田佳子 饰 西夏女
- 綿引勝彦 饰 漢人無頼漢
- 原田大二郎 饰 尉迟光
- 铃木瑞穗 饰 野利仁荣
- 蜷川幸雄 饰 没藏嗣文
- 辻萬長 饰 孫史衝
- 伊藤敏八 饰 吳憲
- 頭師孝雄 饰 劉智順
- 頭師佳孝 饰 陳玄達
- 加藤和夫 饰 絵師
- 趙汝平 饰 北宋大臣
- 高彤 饰 宋仁宗
- 洪学敏

## 职员表
- 导演：佐藤純彌
- 总制片人：徳間康快
- 编剧：吉田剛 佐藤純彌
- 音乐：佐藤勝
- 技斗（武术指导）：久世浩
- B组导演：松永好訓
- 执行制片：結城良照、馬万良、佐藤正大
- 統括：木暮剛平
- 製作顧問：春名和雄
- 製作者：武田敦、入江雄三
- 特別製作：丸紅
- 赞助：松下電器産業 、日本航空、中国民航
- 提携：日本电视台
- 製作協力：IMAGICA、徳間書店、東光徳間、大映映像、ニューセンチュリープロデューサーズ
- 协助制作：中国电影合作制片公司、中国人民解放军八一电影制片厂
- 特別协助：中国电影进出口公司

## 外部連結
- 互联网电影数据库（IMDb）上《敦煌》的资料（英文）